# Ribes aureum
Espèce
Classification APG III (2009)
Le Groseillier doré ou  Gadellier doré (Ribes aureum) est une espèce d'arbustes de la famille des Grossulariacées, originaire d'Amérique du Nord.

## Position taxinomique
Cette espèce a un synonyme : Chrysobotrya aurea (Pursh) Rydb. (1917). Ce reclassement n'a pas été repris par la suite.
Elle a aussi de nombreuses sous-espèces et variétés reconnues :
- Ribes aureum var. chrysococcum Rydb.
- Ribes aureum subsp. gracillimum (Coville & Britton) A.E. Murray  - synonymes : Ribes gracillimum Coville & Britton, Ribes aureum var. gracillimum (Coville & Britton) Jeps. - endémique de Californie
- Ribes aureum var. leiobotrys (Koehne) Zabel - synonyme : Ribes leiobotrys Koehne
- Ribes aureum var. longiflorum (Nutt.) Jancz. - synonyme : Ribes longiflorum Nutt.
- Ribes aureum race melanococcum Jancz.
- Ribes aureum var. tenuiflorum (Lindl.) Jeps. - synonyme : Ribes tenuiflorum Lindl.
- Ribes aureum var. villosum DC.

## Description
C'est un arbuste caduc, pouvant atteindre trois mètres de haut.
Les feuilles sont tri ou pentalobées et irrégulièrement crénelées-dentelées.
Les fleurs sont jaunes, odorantes. Leur calice est un tube long de 10 à 15 mm, aux lobes oblongs de 5-6 mm de long. Les pétales ont 3 mm de long, sont jaunes, parfois virant au rouge.
Les fruits sont noirs à maturité, pouvant atteindre un centimètre de diamètre.

## Répartition
Cet arbuste est originaire des régions tempérées d'Amérique du Nord, principalement de l'ouest des États-Unis jusqu'à l'est du Canada. Il est absent des zones côtières.
Son habitat est forestier ou semi-forestier et les ripisylves, en milieu relativement humide.

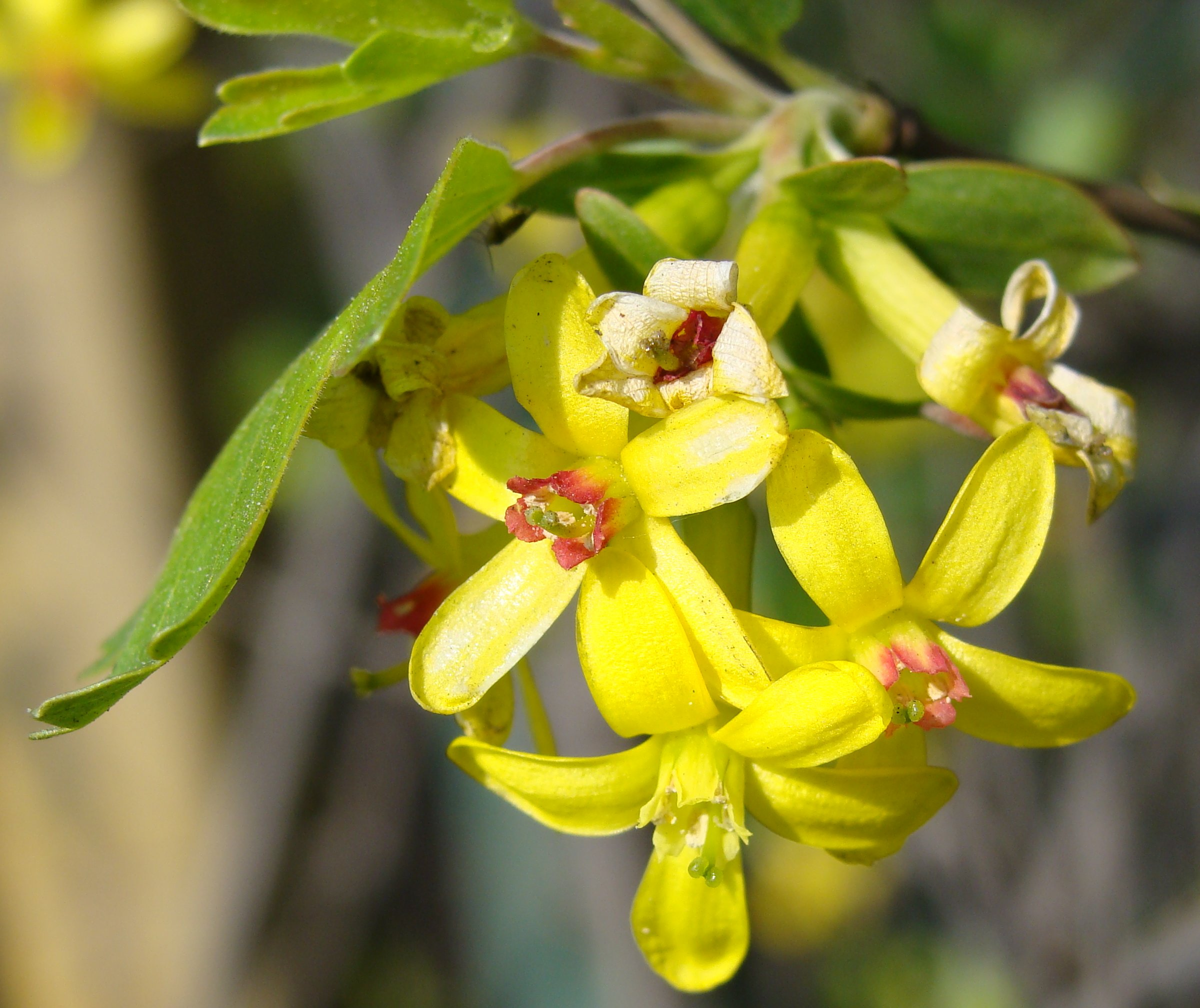
Fleurs
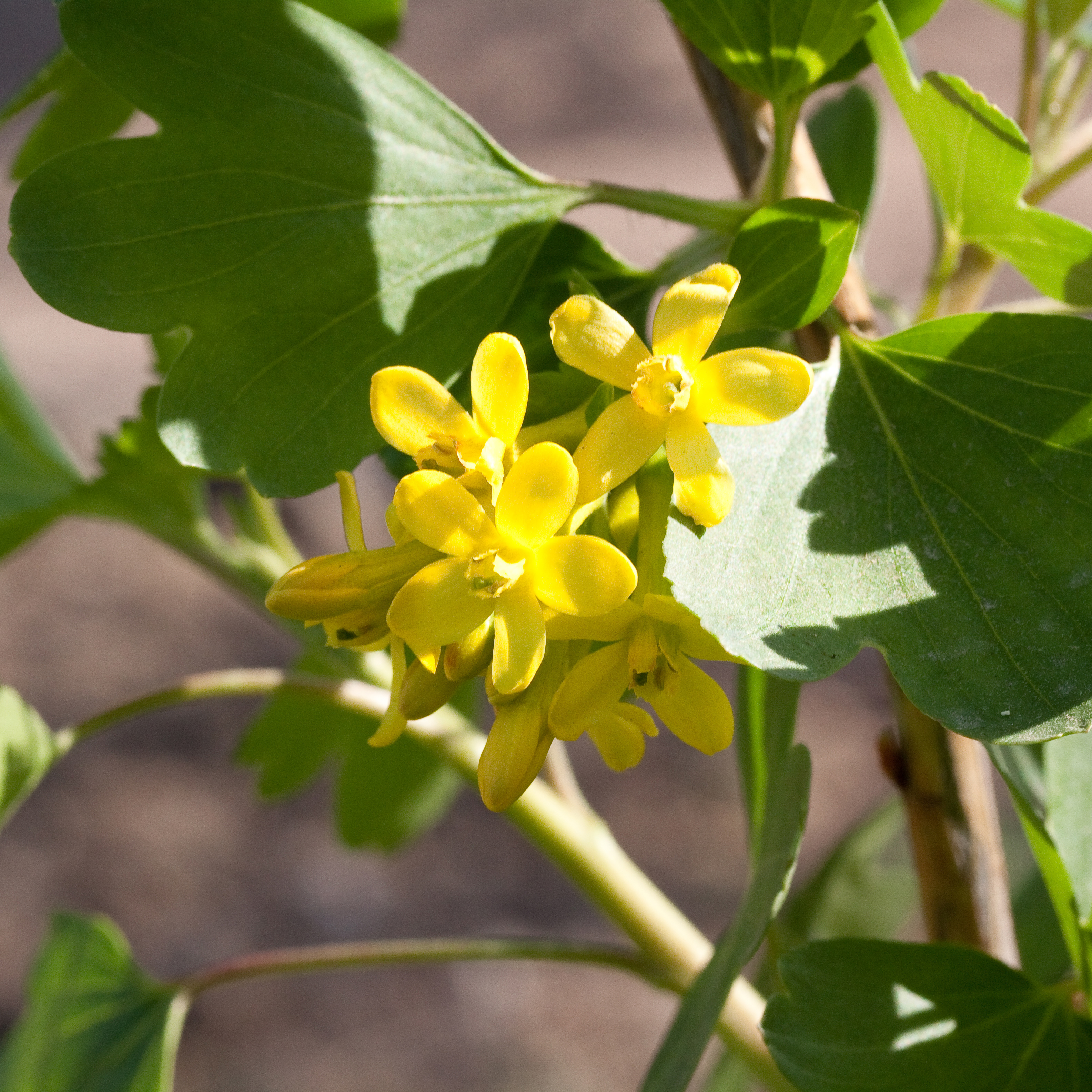
Fleurs
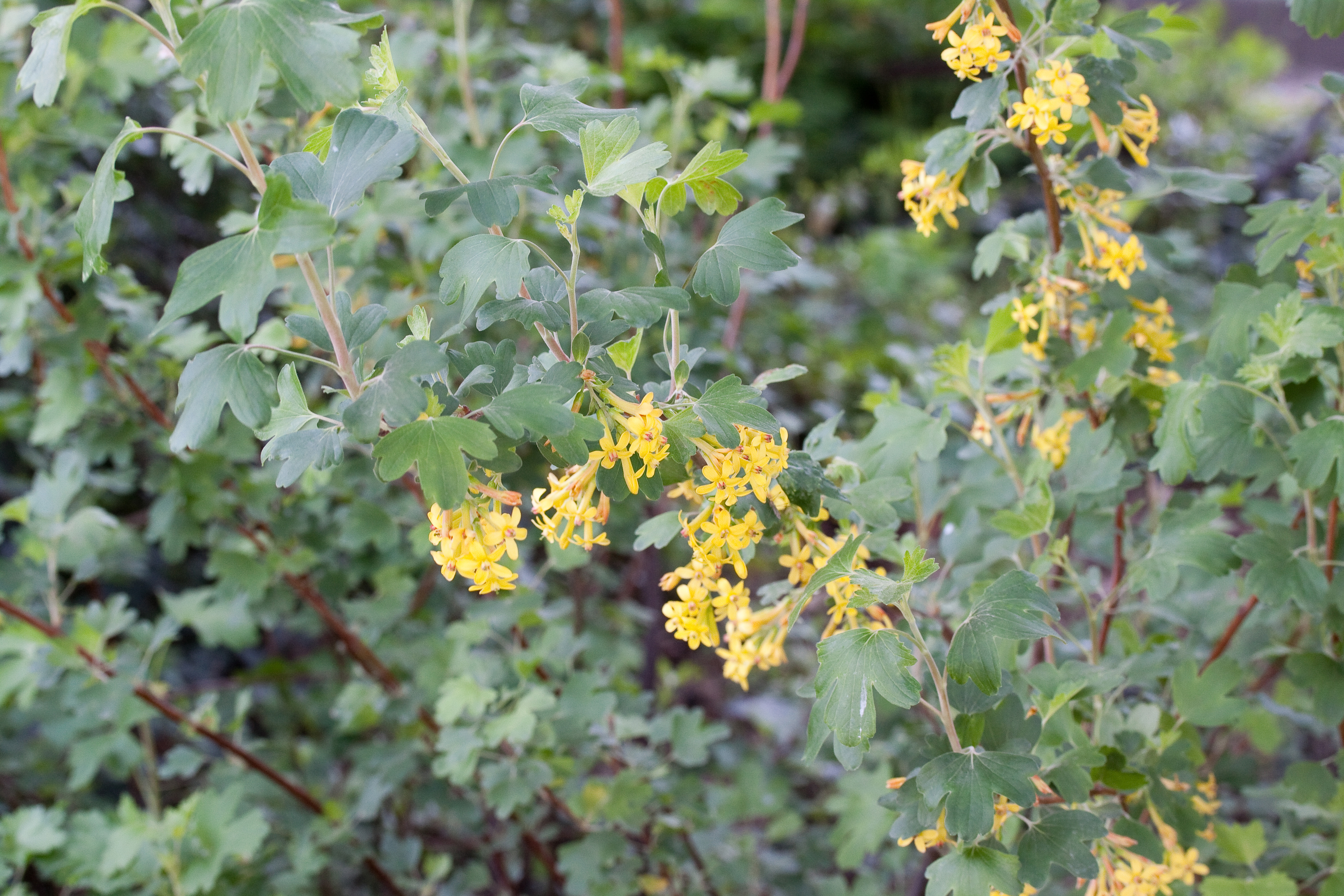
Floraison
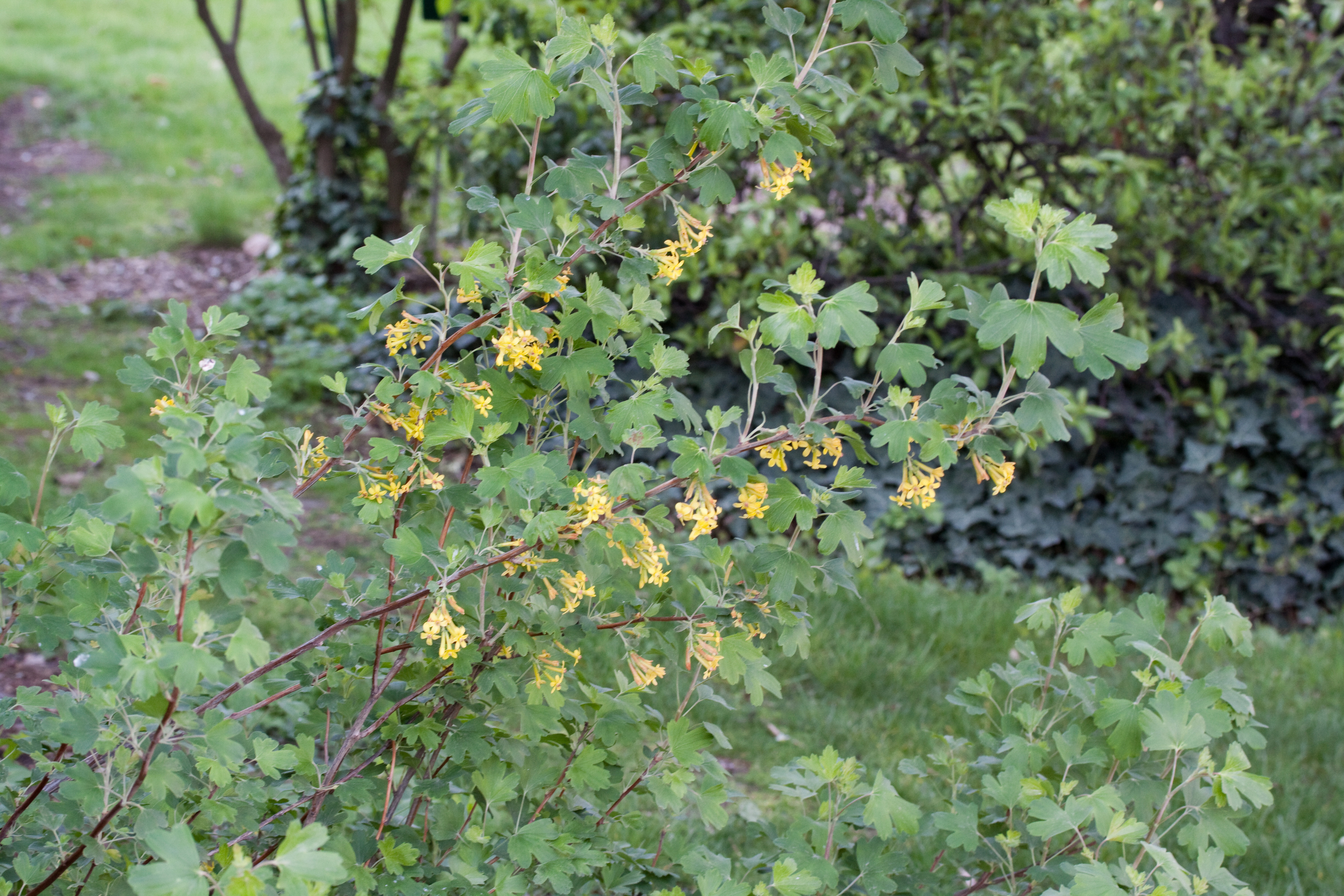
Floraison
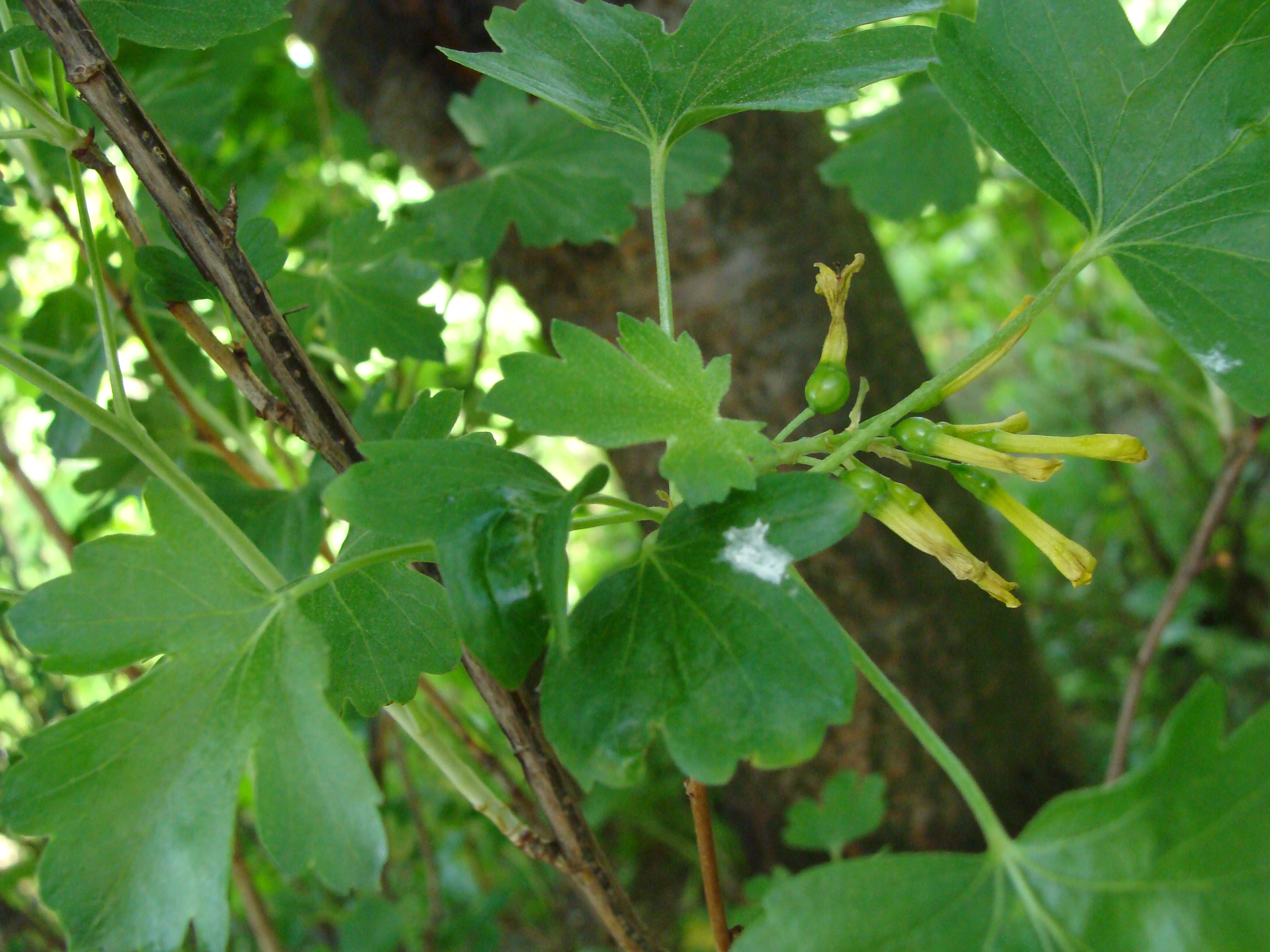
Jeunes fruits
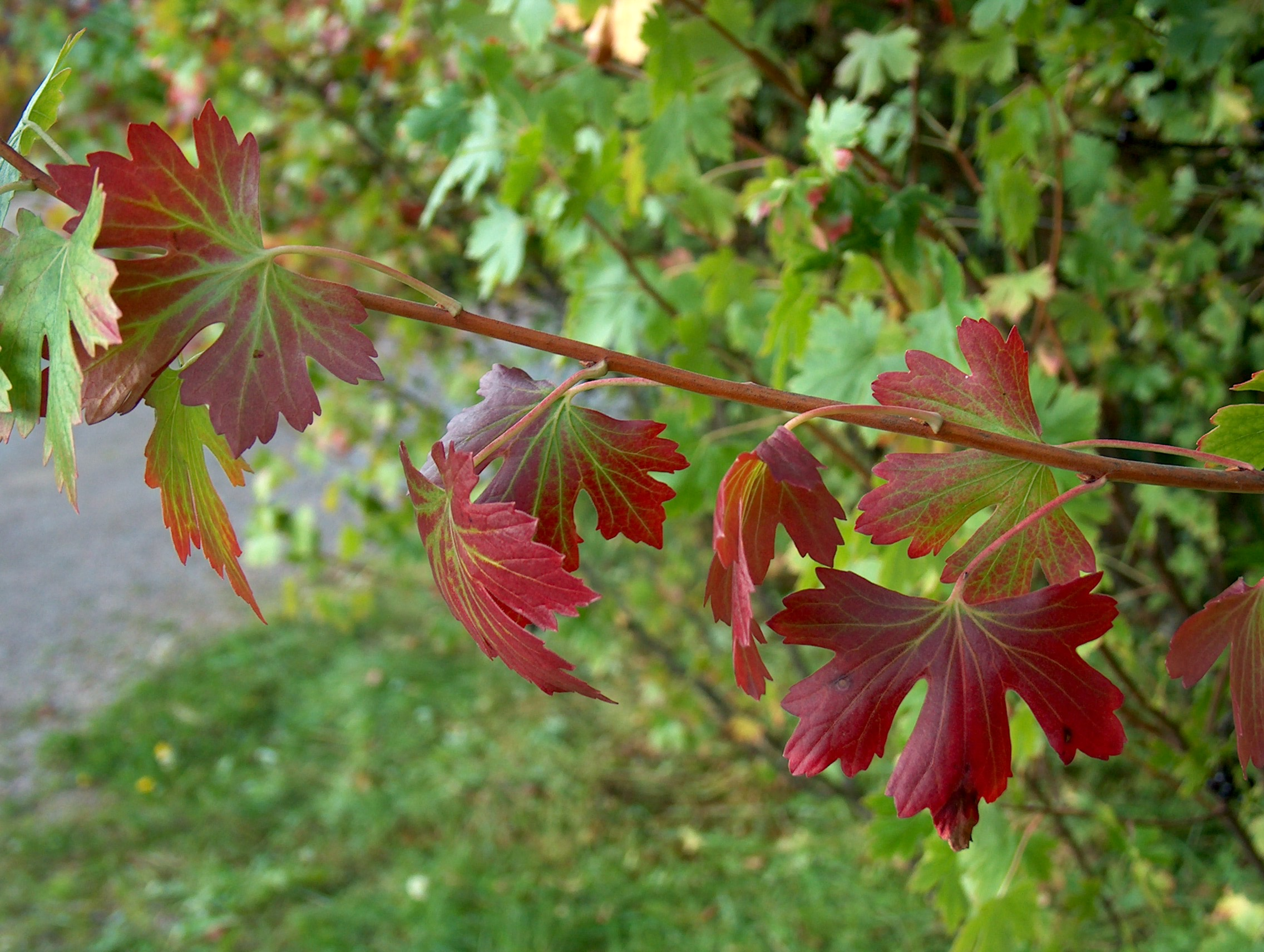
Couleur automnale
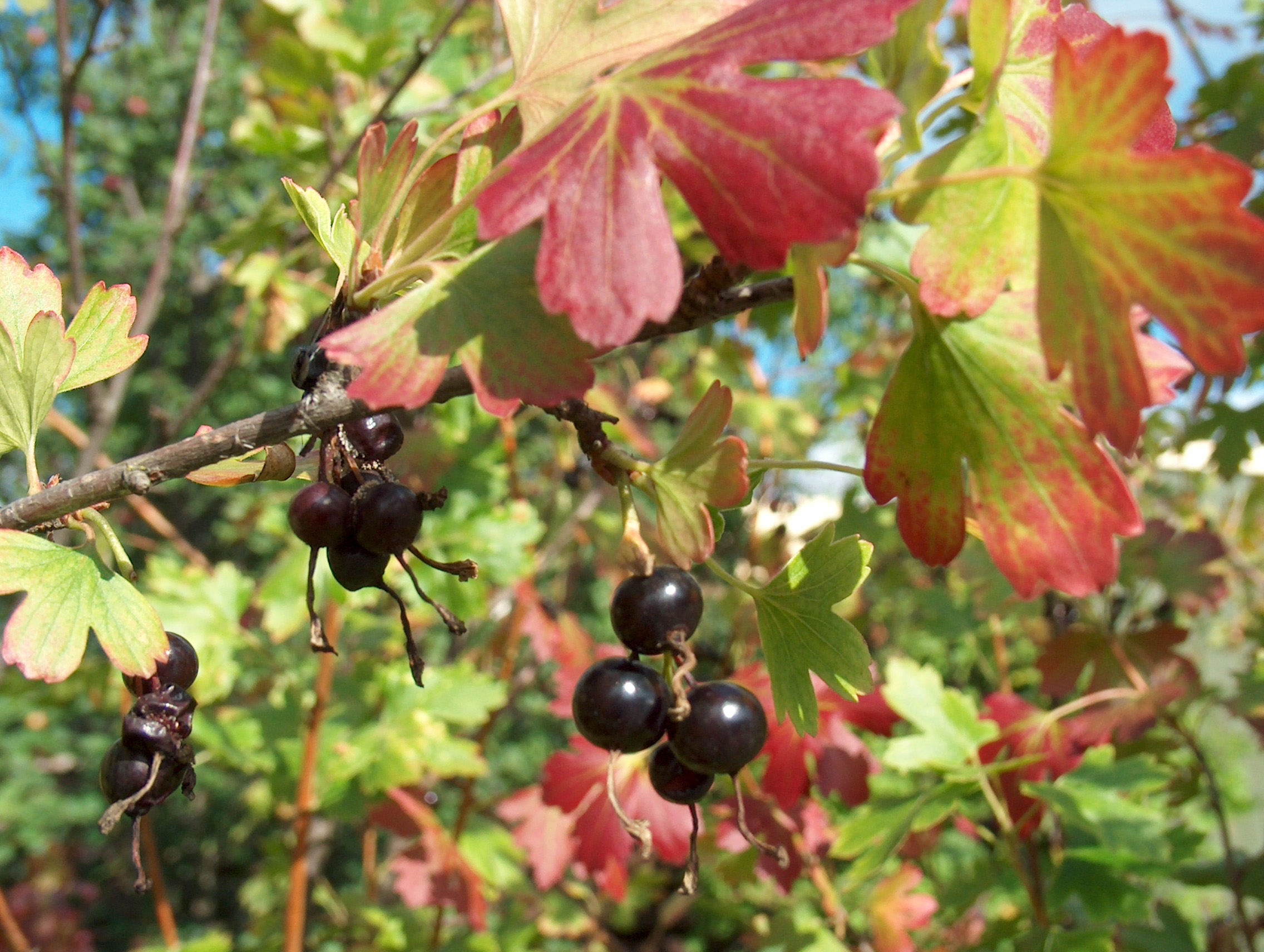
Fruits

## Utilisation et culture
L'arbuste est assez couramment utilisé en plante ornementale, en isolé ou en haie, en situation ensoleillée ou ombragée. Des variétés horticoles ont été créées (Junifer, Roodneus, Crandall...) et il a été hybridé avec Ribes sanguineum pour donner Ribes × gordonianum.
Il se multiplie par semis ou bouturage. L'espèce est aussi utilisée comme porte-greffe pour l'obtention de groseilliers-tiges.
Le fruit est éventuellement consommable en gelée.

## Référence
- Antonina Ivanovna Pojarkova - Flore d'URSS - volume 9 - Sous la direction de Vladimir Leontjevich Komarov - Leningrad, 1939 - p. 205 de la traduction anglaise et 266-267 de l'édition originale
- Janita A.R. Ladyman - Ribes Aureum Pursh.- JnJ Associates - US Forest service Document téléchargeable
- Kathy Loyd - Ribes Aureum - Montana native plants society Document téléchargeable